# 大薩索山
大薩索山（義大利語：Gran Sasso d'Italia）是意大利的山峰，位於該國中部阿布魯佐，距離羅馬132公里，由泰拉莫省負責管轄，屬於亞平寧山脈的一部分，海拔高度2,912米，是該山脈最高的山峰。

## 外部連結
- Inside Abruzzo: Insider Tips Uncovered
- The National Park of the Gran Sasso
- .   [2020-10-05]. （原始内容存档于2011-02-18）.
- .   [2021-09-01]. （原始内容存档于2020-10-22）.
- .   [2013-06-01]. （原始内容存档于2021-03-01）.